# Droga R5a (Belgia)
Droga R5a, Obwodnica Havré (fr. Ring de Havré) – wschodnia obwodnica belgijskiego miasta Mons o parametrach autostrady. W latach 1973–1976 oznaczana jako autostrada A30.

## Historia budowy
Pierwszy odcinek, o długości 2,5 km, otwarto w 1971 roku jako część ówcześnie planowanej autostrady A30, która miała połączyć Mons z granicą belgijsko-francuską i Maubeuge. W 1976 roku anulowano dalsze plany budowy. W 1985 roku przedłużono drogę o 1,9 km, kończąc ją jednopoziomowym skrzyżowaniem z drogą N538.
Obecnie nie planuje się połączenia drogi z trasą R5.